# Skottgluggsmal
Skottgluggsmal (Dianema longibarbis) är en fiskart som beskrevs av Cope 1872. Arten ingår i släktet Dianema, och familjen Callichthyidae. Inga underarter finns listade.

## Utbredning
Utbredningsområdet är begränsat till Brasilien och Peru.